# Helkama

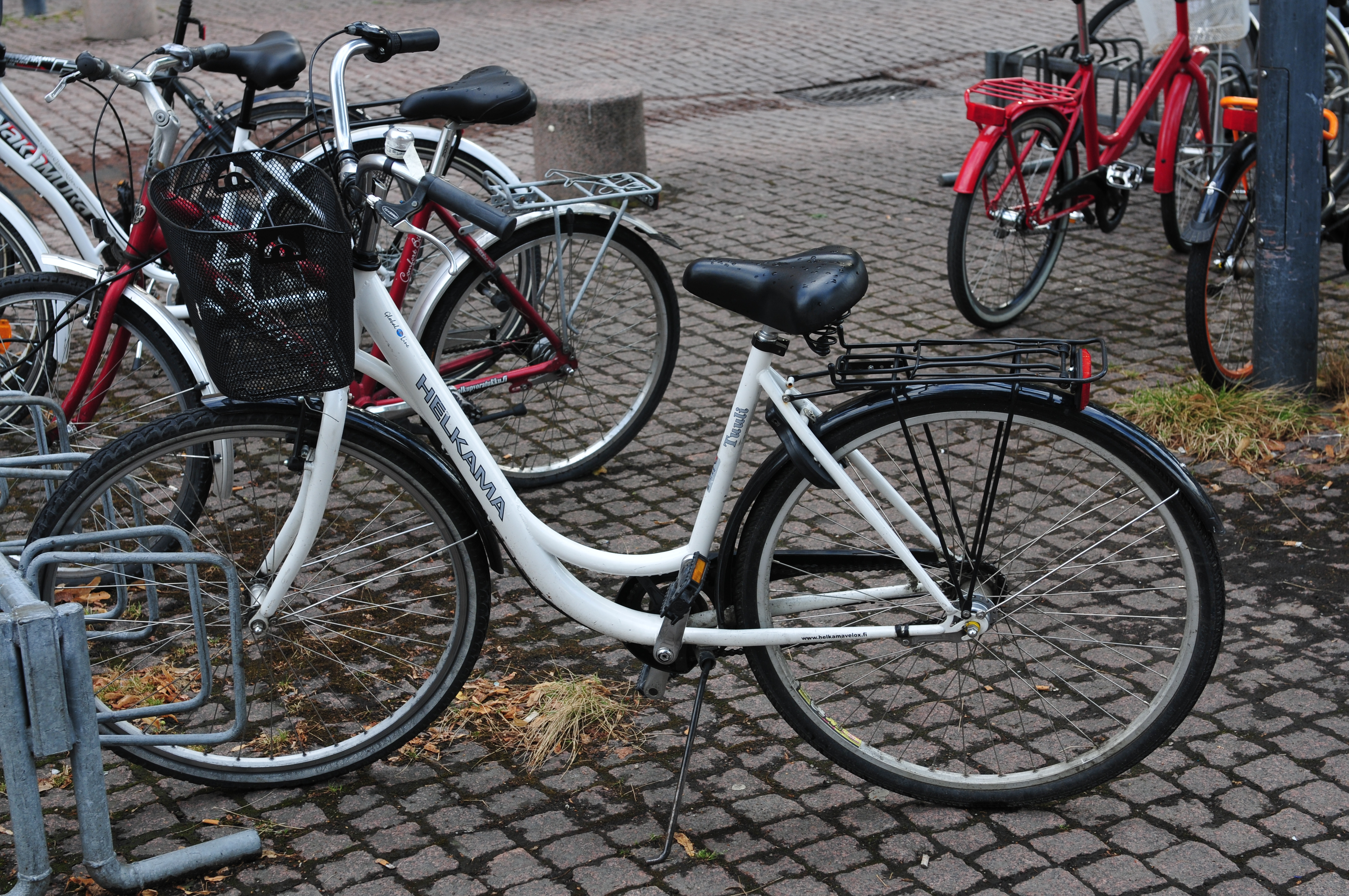
Fahrrad von Helkama

Helkama ist eine finnische Unternehmensgruppe und ursprünglich ein finnischer Fahrradhersteller. Das ursprüngliche Unternehmen ist über die Jahrzehnte zu einem Mischkonzern angewachsen. Die Bezeichnung Helkama Velox steht dabei offenbar für die Fahrrad-produzierende Konzernsparte der Helkama-Gruppe.
Heikki J. Helkama gründete 1905 die Helkama Fahrradmanufaktur. Legendäre, über Jahrzehnte gefertigte Modelle sind Jopo, Aino, Oiva und Kulkuris. Heute werden die Rahmen in Süd-Ostasien produziert und in Finnland mit Komponenten ausgestattet.
Zu Helkama gehört auch der Kabelhersteller Helkama Bica (Schiffskabel), Helkama Forste (Haushaltsgeräte und Kühlaggregate), Suomen Koneliike, Helsingin Uuttera und Helkama-Auto (Škoda-Importeur für Finnland). Die Firmen beschäftigen nach Angaben von Helkama rund 1000 Mitarbeiter (Stand 2013) in sieben Ländern.